# Lycaenopsis nigerrimus
Lycaenopsis nigerrimus är en fjärilsart som beskrevs av Dudley Moulton 1911. Lycaenopsis nigerrimus ingår i släktet Lycaenopsis och familjen juvelvingar. Inga underarter finns listade i Catalogue of Life.